# Jan Błachowicz
Jan Maciej Błachowicz (polsk: [ˈJan bwaˈxɔvitʂ] ; født 24. februar 1983 i Cieszyn i Polen) er en polsk professionel MMA-udøver. Han konkurrerer i Light Heavyweight- divisionen i Ultimate Fighting Championship (UFC), hvor han er den tidligere UFC Light Heavyweight mester. Han har været professionel siden 2007 og har også konkurreret i KSW og er den tidligere KSW Light Heavyweight mester. Han besejrede den ubesejrede Israel Adesanya og forsvarede dermed sin UFC Light Heavyweight-titel. Han er den anden polske mester i UFC's historie efter Joanna Jędrzejczyk og den første mandlige polske mester. Den 25. januar 2021 var han nr. 14 på UFC mænds pund-for-pund-rangliste . 

## Baggrund
Błachowicz voksede op i Cieszyn, og begyndte at træne kampsport - oprindeligt judo i en alder af ni - på grund af actionfilmens indflydelse.

## MMA-karriere
Błachowicz stod over for Dominick Reyes om den ledige UFC Light Heavyweight-titel den 27. september 2020 på UFC 253.  Han vandt kampen via TKO i anden runde og blev dermed den nye UFC Light Heavyweight mester.  Denne sejr gav ham præmien Performance of the Night. 

### Ultimate Fighting Championship
I januar 2014 underskrev Błachowicz kontrakt med UFC, efter at have opbygget en 17-3-rekorliste på den europæiske scene, 
I sin UFC-debut mødte Błachowicz Ilir Latifi den 4. oktober 2014 på UFC Fight Night 53.  Han vandt kampen via TKO i første runde.
Błachowicz stod overfor Jimi Manuwa den 11. april 2015 på UFC Fight Night 64 .  Błachowicz tabte kampen via enstemmig afgørelse. 
Błachowicz forventedes at møde Anthony Johnson den 5. september 2015 på UFC 191.  Imidlertid blev Johnson trukket ud af kampen den 30. juli til fordel for en kamp med Jimi Manuwa ved arrangementet.  Til gengæld stod Błachowicz i stedet overfor Corey Anderson på samme kort.  Han tabte kampen ved enstemmig afgørelse (30-25, 30-25 og 29-26). 
Błachowicz mødte herefter Igor Pokrajac den 10. april 2016 på UFC Fight Night 86 .  Han vandt kampen via enstemmig afgørelse. 
Błachowicz stod overfor Alexander Gustafsson den 3. september 2016 på UFC Fight Night 93.  Han tabte kampen via enstemmig afgørelse. 
Błachowicz forventedes at møde Ovince Saint Preux den 4. februar 2017 på UFC Fight Night 104.  Han trak sig imidlertid ud den 21. januar på grund af skade og blev erstattet af den nytilkomne Volkan Oezdemir . 
Błachowicz blev hurtigt ombooket og stod over for Patrick Cummins den 8. april 2017 på UFC 210.  Efter en stærk første runde, hvor han rystede Cummins ved flere lejligheder, blev Błachowicz domineret a Cummins brydning og hans egen mangel på udholdenhed i anden og tredje runde. Han mistede kampen ved majority afgørelse. 
Błachowicz stod over for Devin Clark den 21. oktober 2017 på UFC Fight Night: Cerrone vs. Till.  Han vandt kampen via rear-naked choke submission i anden runde.  Denne sejr gav ham Performance of the Night-bonusprisen. 
Błachowicz stod over for Jared Cannonier den 16. december 2017 på UFC på Fox 26.  Han vandt kampen via enstemmig afgørelse. 
Błachowicz stod over for Jimi Manuwa i en omkamp den 17. marts 2018 på UFC Fight Night 127.  Han vandt kampen via enstemmig agørelse.  Sejren tildelte ham også hans første Fight of the Night- bonuspris. 
Błachowicz stod over for Nikita Krylov den 15. september 2018 på UFC Fight Night 136.  Han vandt kampen via arm-triangle choke submission i anden runde.  Denne sejr gav ham præmien Performance of the Night-bonusprisen. 
Błachowicz stod overfor Thiago Santos den 23. februar 2019 på UFC Fight Night 145.  Błachowicz blev fanget af et kontrastød i tredje runde og tabte på TKO, hvilket markerede første gang i sin MMA-karriere, at han blev stoppet på grund af slag. 
Błachowicz stod overfor Luke Rockhold den 6. juli 2019 på UFC 239.  Han vandt kampen via knockout i anden runde.  Denne sejr gav ham præmien Performance of the Night-bonusprisen. 
Błachowicz stod derefter over for Ronaldo Souza den 16. november 2019 på UFC på ESPN + 22.  Han vandt kampen ved en delt afgørelse. 
Błachowicz stod overfor Corey Anderson den 15. februar 2020 på UFC Fight Night 167 i en omkamp af deres tidligere kamp.  Błachowicz vandt kampen via knockout i første runde.  Sejren gav ham sin fjerde Performance of the Night- bonuspris. 

#### UFC Light Heavyweight Champion
Błachowicz stod over for Dominick Reyes om den ledige UFC Light Heavyweight-titel den 27. september 2020 på UFC 253.  Han vandt kampen via TKO i anden runde og blev dermed den nye UFC Light Heavyweight-mester.  Denne sejr gav ham Performance of the Night-bonusprisen .
Blachowicz forsvarede sin UFC Light Heavyweight-titel mod den nuværende UFC Middleweight-mester Israel Adesanya den 6. marts 2021 på UFC 259.  Han vandt kampen via enstemmig afgørelse og blev den første person til at besejre Adesanya i MMA. 

## Privatliv
Błachowicz er en nær ven af den tidligere UFC-kæmper Tomasz Drwal.De trænede sammen på Throwdown Training Center i San Diego, da han led sin knæskade i 2009. For nogen tid siden flyttede han til Warszawa sammen med sin kæreste og skiftede sin mangeårige klub Octagon Rybnik til Paweł Nastula 's klub. Han træner også lejlighedsvis i Alliance MMA med navne som Alexander Gustafsson, Phil Davis, Joey Beltran og Dominick Cruz. 

## Mesterskaber og præstationer
- Ultimate Fighting Championship
  - UFC Light Heavyweight-titel (en gang, aktuel)
    - Et vellykket titelforsvar

  - Night of Performance (5 gange) vs. Devin Clark, Nikita Krylov, Luke Rockhold, Corey Anderson og Dominick Reyes [46] [47] [48] [49] [4]
  - Night of Fight (1 gang) vs. Jimi Manuwa [50]

- Konfrontacja Sztuk Walki
  - KSW Light Heavyweight Championship (1 gang)
  - To succesrige titelforsvar
  - KSW 2010 Light Heavyweight Tournament Winner
  - KSW 2008 Light Heavyweight Tournament Winner
  - KSW 2007 Light Heavyweight Tournament Winner
  - Nattens kamp (tre gange)
- Muay Thai
  - 2008: European Open Cup - 1. plads, 91 kg (A-klasse)
  - 2008: IFMA verdensmesterskab - 1. plads, 91 kg (B-klasse)
  - 2007: IFMA verdensmesterskab - 3. plads, 91 kg (B-klasse)
  - 2007: Polsk mesterskab - 1. plads, over 91 kg
  - 2006: Polish Cup - 3. plads 91 kg
- Kæmper
  - 2007: Polsk BJJ League - 1. plads, 98 kg
  - 2007: Polish Open Submission Fighting Championships - 2. plads, 99 kg
  - 2007: Polsk BJJ Cup - 1. plads, 97 kg
  - 2005: Polsk BJJ-mesterskab - 3. plads, åben
  - 2005: Polsk BJJ Cup - 1. plads, over 91 kg

### Sociala medium
- Jan Błachowicz – Instagram